# Чуканов Олімп Іванович
Олімп Іванович Чуканов (2 серпня 1914, місто Тула, тепер Росія — 21 вересня 2000, місто Москва, Росія) — радянський державний діяч, 1-й секретар Тульського обласного комітету КПРС. Депутат Верховної Ради РРФСР 5—7-го скликань. Кандидат технічних наук (1956), професор.

## Життєпис
Народився 23 липня (2 серпня) 1914 року в Тулі в робітничій родині. У 1938 році закінчив Тульський механічний інститут.
У 1938—1941 роках — майстер Тульського патронного заводу. У 1941—1950 роках — заступник начальника цеху, начальник інструментального виробництва Тульського збройового заводу в містах Мідногорську та Тулі.
Член ВКП(б) з 1942 року.
Одночасно з 1946 року — асистент кафедри технології машинобудування Тульського механічного інституту.
У 1950—1952 роках — головний інженер, у 1952—1955 роках — директор Тульського комбайнового заводу.
У 1955 — 27 вересня 1960 року — 2-й секретар Тульського обласного комітету КПРС.
Одночасно у 1956—1967 роках — доцент, професор кафедри технології машинобудування Тульського механічного інституту.
27 вересня 1960 — 17 липня 1961 року — 1-й секретар Тульського обласного комітету КПРС.
У липні 1961 — грудні 1962 року — начальник Управління машинобудівної та металообробної промисловості Ради народного господарства Тульського економічного адміністративного району.
11 січня 1963 — 15 грудня 1964 року — 1-й секретар Тульського промислового обласного комітету КПРС.
15 грудня 1964 — 1967 року — 2-й секретар Тульського обласного комітету КПРС.
У 1967—1986 роках — в апараті ЦК КПРС; заступник завідувача відділу ЦК КПРС по зв'язках з комуністичними і робітничими партіями соціалістичних країн.
З 1986 року — персональний пенсіонер у Москві.
Помер 21 вересня 2000 року в місті Москві. Похований на Троєкуровському цвинтарі.

## Нагороди і звання
- орден Леніна (1957)
- орден Жовтневої Революції
- орден Трудового Червоного Прапора (1964)
- медаль «За доблесну працю. В ознаменування 100-річчя з дня народження Володимира Ілліча Леніна» (1970)
- медаль «За доблесну працю у Великій Вітчизняній війні 1941—1945 рр.»
- медаль «Ветеран праці»
- медалі